# Антонополь (Винницкая область)
Антонополь (укр. Антонопіль) — село на Украине, находится в Калиновском районе Винницкой области.
Код КОАТУУ — 0521682206. Население по переписи 2001 года составляет 345 человек. Почтовый индекс — 22422. Телефонный код — 4333.
Занимает площадь 0,15 км².

## Адрес местного совета
22422, Винницкая область, Калиновский р-н, с. Уладовское, ул. Советская, 15

## Известные жители и уроженцы
- Чешенко, Лидия Григорьевна (род. 1941) — Герой Социалистического Труда.